# Lemoore
Lemoore é uma cidade localizada no estado americano da Califórnia, no Condado de Kings. Foi incorporada em 4 de julho de 1900.

## Geografia
De acordo com o United States Census Bureau, a cidade tem uma área de 22,1 km², onde todos os 22,1 km² estão cobertos por terra.

### Localidades na vizinhança
O diagrama seguinte representa as localidades num raio de 16 km ao redor de Lemoore.

## Demografia
Segundo o censo nacional de 2010, a sua população é de 24 531 habitantes e sua densidade populacional é de 1 111,68 hab/km². Possui 8 632 residências, que resulta em uma densidade de 391,18 residências/km².